# Скуратовский (муниципальное образование Северное)
Скуратовский — посёлок в Чернском районе Тульской области России.
В рамках административно-территориального устройства относится к Поповской сельской администрации Чернского района, в рамках организации местного самоуправления входит в сельское поселение Северное.

## География
Расположен в 80 км к юго-западу от областного центра и в 14 км к северо-востоку от райцентра, пгт Чернь.
На западе примыкает к посёлку Станция Скуратово.

## Население
| 1989   | 2002 | 2010 |
| ------ | ---- | ---- |
| 13 639 | ↘360 | ↘306 |

Население — 306 чел. (2010).